# Cesare Arbasia
Cesare Arbasia  (né en 1540 à Saluces et mort en 1614 à Turin)  est un peintre italien maniériste de la Renaissance tardive qui fut actif à Rome et en Espagne à la fin du XVIe et au début du XVIIe siècle.

## Biographie
Cesare Arbrasia s'est formé auprès de Federico Zuccari. Devenu artiste à la cour, en 1601, il fut pensionné par le prince de la maison de Savoie à Turin.

## Œuvres
Fresques. Notamment
- Les voûtes et parois de la chapelle du Saint-Sacrement de la cathédrale de Cordoue
- Le plafond de l'église des moines bénédictins de Savillan
- Des fresques dans l'actuelle mairie de Saluces